# Mários Athanasiádis
Pour les articles homonymes, voir Athanasiádis.
Mários Athanasiádis (grec moderne : Μάριος Αθανασιάδης), né le 31 octobre 1986 à Nicosie, est un coureur cycliste chypriote. En 2009, il représente Chypre lors des championnats du monde de cyclo-cross lors desquels il abandonne.

## Vie privée
Mários Athanasiádis est marié à la cycliste Antri Christoforou.

## Palmarès sur route
- 2008
  - 1re étape du Tour of Central Macedonia
  - Cyprus Road Cup :
    - Road Cup IX
    - Classement général

  - 3e du championnat de Chypre du contre-la-montre
  - 3e du Tour of Central Macedonia
  - 3e de la Cyprus Road Cup VII
- 2009
  - 2e du Tour of Yeroskipos
  - 2e du championnat de Chypre du contre-la-montre
  - 2e du championnat de Chypre sur route
- 2010
  - 2e du championnat de Chypre sur route
- 2011
  -  Champion de Chypre sur route
  - 3e du championnat de Chypre sur route
- 2012
  -  Champion de Chypre du contre-la-montre
  - 2e du championnat de Chypre sur route
- 2013
  -  Champion de Chypre sur route
  -  Champion de Chypre du contre-la-montre
- 2014
  - 2e du championnat de Chypre sur route

## Palmarès en VTT
- 2003
  -  Champion de Chypre de cross-country juniors
- 2004
  -  Champion de Chypre de cross-country
- 2005
  - Kos Cup
  - 2e du championnat de Chypre de cross-country
  -  Médaillé de bronze des Jeux des petits États d'Europe de cross-country
- 2006
  -  Champion de Chypre de cross-country
- 2007
  - 2e du championnat de Chypre de cross-country
- 2008
  -  Champion de Chypre de cross-country
  -  Médaillé d'argent du championnat des Balkans de cross-country espoirs
  -  Médaillé de bronze du championnat des Balkans de cross-country
- 2009
  -  Médaillé d'or aux Jeux des petits États d'Europe de cross-country
- 2010
  -  Champion de Chypre de cross-country
- 2011
  - 2e du championnat de Chypre de cross-country
  -  Médaillé d'argent des Jeux des petits États d'Europe de cross-country
- 2012
  -  Champion de Chypre de cross-country
  - Cross-country de Strovolos
- 2013
  -  Champion de Chypre de cross-country
  -  Médaillé d'argent des Jeux des petits États d'Europe de cross-country
- 2014
  -  Champion de Chypre de cross-country